# Coppa delle Coppe dell'AFC 1997-1998
La Coppa delle Coppe dell'AFC 1997-1998 è la 8ª e ultima edizione della coppa a cui prendono parte 29 squadre da altrettante federazioni provenienti da tutta l'Asia.

## Primo turno

### West Asia
| Squadra 1        | Totale   | Squadra 2           | Andata  | Ritorno |
| ---------------- | -------- | ------------------- | ------- | ------- |
| Kairat Almaty    | 4-2      | Vakhsh Qurghonteppa | 3-0     | 1-2     |
| Köpetdag Aşgabat | 6-3      | Neftchi Farg'ona    | 4-0     | 2-3     |
| Al Shabab        | 4-3      | Al Ahli Hudayda     | 2-0     | 2-3     |
| Al Nijmeh        | 0-3      | Al Ittihad          | 0-0     | 0-3     |
| Bahrain club     | 4-5      | Kazma               | 2-3     | 2-2     |
| Seeb             | 3-4      | Al Shorta           | 3-2     | 0-2     |
| Bargh Shiraz     | bye      | {{{4}}}             | {{{6}}} | {{{7}}} |
| Al-Nasr          | bye      | {{{4}}}             | {{{6}}} | {{{7}}} |
| AiK Bishkek      | ritirata | {{{4}}}             | {{{6}}} | {{{7}}} |

### East Asia
| Squadra 1               | Totale | Squadra 2        | Andata  | Ritorno |
| ----------------------- | ------ | ---------------- | ------- | ------- |
| East Bengal             | 11-0   | Tribhuvan Club   | 8-0     | 3-0     |
| Old Benedictines        | 0-8    | Abahani KC       | 0-5     | 0-3     |
| New Radiant             | 0-12   | Beijing Guoan    | 0-4     | 0-8     |
| Instant Dict            | 3-6    | SGP Armed Forces | 2-3     | 1-3     |
| Suwon Samsung Bluewings | 9-1    | Hải Quan         | 5-1     | 4-0     |
| Royal Thai Air Force    | 2-1    | Melaka Telekom   | 0-0     | 2-1     |
| Verdy Kawasaki          | bye    | {{{4}}}          | {{{6}}} | {{{7}}} |
| PSM Makassar            | bye    | {{{4}}}          | {{{6}}} | {{{7}}} |

## Secondo turno

### West Asia
| Squadra 1     | Totale    | Squadra 2        | Andata  | Ritorno |
| ------------- | --------- | ---------------- | ------- | ------- |
| Kairat Almaty | 3-3 (gfc) | Köpetdag Aşgabat | 3-1     | 0-2     |
| Al Shabab     | (w/o)1    | Al-Nasr          | {{{6}}} | {{{7}}} |
| Bargh Shiraz  | 2-3       | Al Shorta        | 1-1     | 1-2     |
| Al Ittihad    | 1-0       | Kazma            | 1-0     | 0-0     |

1 Al Shabab ritirato

### East Asia
| Squadra 1            | Totale | Squadra 2               | Andata | Ritorno |
| -------------------- | ------ | ----------------------- | ------ | ------- |
| Royal Thai Air Force | 1-2    | PSM Makassar            | 1-2    | 0-0     |
| SGP Armed Forces     | 0-8    | Suwon Samsung Bluewings | 0-2    | 0-6     |
| Abahani KC           | 0-3    | Beijing Guoan           | 0-1    | 0-2     |
| Verdy Kawasaki       | 5-3    | East Bengal             | 5-2    | 0-1     |

## Quarti di finale

### West Asia
| Squadra 1        | Totale | Squadra 2  | Andata | Ritorno |
| ---------------- | ------ | ---------- | ------ | ------- |
| Köpetdag Aşgabat | 5-1    | Al Shorta  | 4-0    | 1-1     |
| Al-Nasr          | 3-2    | Al Ittihad | 0-0    | 3-2     |

### East Asia
| Squadra 1      | Totale | Squadra 2               | Andata | Ritorno |
| -------------- | ------ | ----------------------- | ------ | ------- |
| Verdy Kawasaki | 0-3    | Beijing Guoan           | 0-2    | 0-1     |
| PSM Makassar   | 0-13   | Suwon Samsung Bluewings | 0-1    | 0-12    |

## Semifinali
| Riad 10 aprile , 1998                                                                | Al-Nasr   | 2 – 1       | Köpetdag Aşgabat | Stadio Internazionale Re Fahd |
| \| \| \| \| \| Obeid Al-Dosari 10’ Majed Abdullah 39’ \| Marcatori \| 79’ Magdiev \| |           |             |                  |                               |
|                                                                                      |           |             |                  |                               |
| Obeid Al-Dosari 10’ Majed Abdullah 39’                                               | Marcatori | 79’ Magdiev |                  |                               |

| Riad 10 April , 1998                                                                                    | Beijing Guoan | 0 – 5                                                                 | Suwon Samsung Bluewings | Stadio Internazionale Re Fahd |
| \| \| \| \| \| \| Marcatori \| 36’ Olăroiu 58’ Lee Ki-hyung 73’ (rig.), 84’ Park Kun-ha 90’ Cho Hyun \| |               |                                                                       |                         |                               |
| |               |                                                                       |                         |                               |
| | Marcatori     | 36’ Olăroiu 58’ Lee Ki-hyung 73’ (rig.), 84’ Park Kun-ha 90’ Cho Hyun |                         |                               |

## Finale per il terzo posto
| Riad 12 aprile , 1998 | Beijing Guoan | 4 – 1 | Köpetdag Aşgabat | Stadio Internazionale Re Fahd |

## Finale
| Riad 10 aprile , 1998                         | Al-Nasr   | 1 – 0 | Suwon Samsung Bluewings | Stadio Internazionale Re Fahd |
| \| \| \| \| \| Stoičkov 9’ \| Marcatori \| \| |           |       |                         |                               |
|                                               |           |       |                         |                               |
| Stoičkov 9’                                   | Marcatori |       |                         |                               |